# Хенераль-Гідо (округ)
Округ Хенераль-Гідо (ісп. General Guido) — адміністративно-територіальна одиниця 2-ого рівня у провінції Буенос-Айрес в центральній Аргентині. Адміністративний центр округу — Хенераль-Гідо (ісп. General Guido).
Населення округу становить 2816 осіб (2010). Площа — 2340 кв. км.

## Історія
Округ заснований у 1839 році.

## Населення
У 2010 році населення становило 2816 осіб. З них чоловіків — 1444, жінок — 1372.

## Політика
Округ належить до 5-ого виборчого сектору провінції Буенос-Айрес.